# Centro Médico (métro de Mexico)
Centro Médico est une station de correspondance entre les lignes 3 et 9 du métro de Mexico. Elle est située au sud de Mexico, dans la délégation Cuauhtémoc.